# Zajedničko vlasništvo
Stvar je u zajedničkom vlasništvu kad na nepodijeljenoj stvari postoji vlasništvo dviju ili više osoba (zajedničara) koje sve u njemu imaju udjela, ali veličina njihovih udjela nije određena. 
Makar Zakon o vlasništvu i drugim stvarnim pravima ZOVDSP posvećuje mnogo pažnje zajedničkom vlasništvu, propisuje izrijekom u članku 57. da stvar može biti u zajedničkom vlasništvu samo ako je to nekim zakonom izrijekom određeno; time se suvlasništvu daje karakter glavnog oblika vlasništva s više nositelja (subjekata prava): zajedničko vlasništvo je izvanredni, tj. rjeđi oblik.
U Hrvatskoj, ostavina je zajednička imovina nasljednika, od časa smrti ostavitelja, pa sve dok ta imovina pravomoćnim rješenjem ne bude predano nasljednicima - neovisno da li će se svakome od njih predati određene stvari u samovlasništvo, ili će im biti predane u suvlasništvo.
Također je kod ugovora o ortaštvu, imovina ortaštva zajedničko vlasništvo; ortaštvo je često u obrtništvu, ali se prakticira i u rado postizanja drugih zajedničkih ciljeva - npr. kod zajedničke gradnje kuća ili brodova. 
Udio koji zajedničar ima u zajedničkom vlasništvu prelazi na njegove nasljednike, a vjerovnici mogu tražiti da se radi namirenja njihovih tražbina ovrha provodi i na udjelu pojedinog zajedničara u zajedničkom vlasništvu.

## Odnos prema suvlasništvu
Za razliku od zajedničkog vlasništva, kod suvlasništva su udjeli određeni (razlomkom - 1/4, 1/25, 60/1320); razlog ovome jest, što se kod zajedničkog vlasništva veća pažnja posvećuje doprinosu radom (pa jedan od zajedničara može doprinositi više od drugoga), te stoga što je kod zajedničkog vlasništva često predmet vlasništva stanovita imovinska masa (tj. zbir stvari), čiji se sastavni dijelovi mogu jako mijenjati tijekom vremena. Druge bitne razlike između suvlasništva i zajedničkog vlasništva su:
- kod zajedničkog vlasništva, zajedničar ne može raspolagati (prodavati, davati u zalog i dr.) svoj dio bez suglasnosti ostalih zajedničara; iznimno može svoj dio prenijeti na nekog drugog od zajedničara. Kod suvlasništva, nema za suvlasnika takvih ograničenja;
- kod zajedničkog vlasništva, sve odluke o upravljanju stvarju donose se konsenzusom. Kod suvlasništva tzv. se poslovi redovite uprave stvarju mogu poduzimati, ako tako odluče vlasnici koji imaju većinski suvlasnički udio.

Za razliku od stanja prije prosvjetiteljstva, kada su zakonodavstva poticala zajedničko vlasništvo kao način osiguravanja socijalne sigurnosti stanovništva, te osiguravanja radne snage koja će biti raspoloživa za upravljanje dobrima (te su obitelji imale više generacija i braća su se teško odlučivala na diobu), zadnjih stoljeća se u propisima građanskog prava kao produktivniji potiče socijalni i privredni individualizam. Takvom cilju bolje odgovara suvlasništvo, u kojem je suvlasnički dio uvijek točno određen, te je razvrgnuće u principu jednostavnije. Tako je u Hrvatskoj Obiteljskim zakonom iz 2003. godine propisano čak i bračna stečevina više nije u zajedničkom vlasništvu bračnih drugova (kakav je do tada bio slučaj), nego je u suvlasništvo bračnih drugova.

## Prestanak zajedničkog vlasništva
Zajedničko vlasništvo prestaje, kada se utvrdi udio zajedničara - tj. kada se pretvori u suvlasništvo (koje se potom može razvrgnuti; često se to čini u istom postupku).
Pojedini zajedničar, a i svaka osoba koja ima valjani pravni interes (npr. vjerovnik koji na udjelu želi provesti ovrhu), ovlašten je u svako doba zahtijevati da se zajedničko vlasništvo podijeli tako da se odredi koliki mu suvlasnički dio pripada na ime njegova udjela u zajedničkom vlasništvu. Određivanjem njegova suvlasničkoga dijela, postaje on suvlasnik s ostalima, koji u preostalom dijelu ostaju zajednički vlasnici, sve dok se i oni ne podijele. 
Pojedini zajedničar, a i svaka osoba koja ima valjani pravni interes (npr. njegovo vjerovnik, koji na udjelu želi provesti ovrhu), ovlašten je u svako doba zahtijevati da se zajedničko vlasništvo podijeli tako da se odredi koliki mu suvlasnički dio pripada na ime njegova udjela u zajedničkom vlasništvu. Određivanjem njegova suvlasničkoga dijela, postaje on suvlasnik s ostalima, koji u preostalom dijelu ostaju zajednički vlasnici, sve dok se i oni ne podijele. 
Kod zajedničke imovine nasljednika - koja zajednica uostalom obavezno prestaje pravomoćnošću rješenja o nasljeđivanju - relativno se sigurno i jednostavno utvrđuje suvlasničke udjele članova nasljedničke zajednice: Zakon o nasljeđivanju sadrži dovoljno precizne odredbe o tom pitanju. Iznimku nalazimo u situaciji iz čl. 75. toga zakona: "Neovisno o svome nasljednom pravu ostaviteljev potomak koji je s ostaviteljem živio u zajednici te je svojim radom ili davanjima pridonio da se njegova imovina poveća, časom njegove smrti stječe pravo na onoliki dio ostavine koji odgovara vrijednosti za koju se njegovim doprinosom imovina povećala dok su živjeli u zajednici." Ta situacija predstavlja "relikt" društvenih odnosa u kojima obitelj funkcionira kao privredni subjekt i mjesto na kojem mlade generacije stječu radne vještine i znanja; kakva je situacija u prošlosti predstavljala pravilo (a i danas je pravilo, u neindustrijaliziranim zemljama).
Kod ortaštva - jedinog preostalog značajnog područja u kojem se susrećemo sa zajedničkim vlasništvom - utvrđivanje udjela je složeno, ako ugovor o ortaštvu nije precizan i ako o poslovanju ortaštva nije vođeno temeljito knjigovodstvo (a to nije rijedak slučaj, kada su predmet ortaštva poljoprivredna imanja i obrtnički pothvati koje su pokrenuli rođaci i bliski prijatelji). Slična je situacija i s bračnim stečevinama nastalima do 2003. godine, u pogledu kojih valja utvrđivati radni doprinos i zaradu svakog bračnog druga: tegobnost ovih postupaka kod sve češćih razvoda braka (čijem očuvanju sustav daje sve manje značaja)  bio je važni razlog odustanka od instituta zajedničke imovine.
Ako je stvar na temelju zakona u zajedničkom vlasništvu dvaju ili više zajedničara (ortaci, ili bračni drugovi u pogledu imovine koja spada u bračnu stečevinu iz razdoblja do 2003. god.), činjenica da je u zemljišnim knjigama ili bilo gdje je prikazana kao vlasništvo samo nekoga od njih nije pravno relevantna. Međutim se štiti povjerenje u prometu trećih osoba - primjerice u situaciji gdje zajedničar na čije je ime registrirano motorno vozilo prodaje to vozilo savjesnom stjecatelju koji se oslonio na podatke o vlasništvu koji su zapisani u evidencijama kod MUP-a (čl. 57. ZOVDSP).

## Povezani članak
- Gemajda